# Jueus italians
Els jueus italians (en italià: Ebrei Italiani, en hebreu: יהודים איטלקים Yehudim Italkim) o els jueus romans (en italià: Ebrei Romani, en hebreu: יהודים רומים Yehudim Romim) es un terme que es pot utilitzar en un sentit general per a referir-se a aquells que tenen arrels a Itàlia, o tots els jueus que viuen a Itàlia, i, en un sentit més restringit, per referir-se als 'Italkim', una antiga comunitat que vivia a Itàlia des de l'època romana antiga, i que utilitzen la litúrgia italiana (o "ritus italià") a diferència d'aquelles comunitats jueves a Itàlia que daten d'època medieval o moderna, i que utilitzen la litúrgia sefardita, la Nusach italiana o la Nusach Ashkenaz.
La primera llei, i la més important de les leggi razziali, fou el Regio Decreto 17 Novembre 1938 Nr. 1728. Restringia els drets civils dels jueus, prohibia els seus llibres i els excloïa de càrrecs públics i educació superior. Altres lleis treien els actius que pertanyien a jueus, els restringien la capacitat de viatjar, i finalment en preveia el confinament en un exili interior com a presos polítics.
La promulgació de les lleis racials fou precedida d'una llarga campanya mediàtica i de la publicació del "Manifest de la Raça" a principis del 1938, un informe suposadament científic redactat per científics feixistes que afirmaven que els principis racials, entre els quals la superioritat dels europeus sobre la resta de races. La decisió final sobre la llei es va prendre durant la trobada del Gran Consell del Feixisme, que va tenir lloc la nit entre el 6 i el 7 d'octubre de 1938 a Roma, al Palazzo Venezia. No tots els feixistes van donar suport a la discriminació: mentre que els pro-alemanys i antijueus Roberto Farinacci i Giovanni Preziosi van donar-hi suport, Italo Balbo s'hi va oposar. Les lleis prohibien que els jueus ocupessin qualsevol posició professional i prohibien les relacions sexuals i els casaments entre italians i jueus i africans.
El règim feixista va publicitar una publicació titulada "Manifest dels Científics Racials" on hi havia una barreja de racisme biològic i història; declarava que els italians pertanyien a una raça ària, que els jueus no eren italians i que calia distingir entre europeus i no-europeus.
Després de la caiguda de Benito Mussolini el 25 de juliol de 1943, el govern de Pietro Badoglio va suprimir les lleis. Van seguir en vigor i més severes als territoris on governava la República Social Italiana fins al final de la guerra.